# Eutelsat 113 West A
O Eutelsat 113 West A, anteriormente denominado de Satmex 6, é um satélite de comunicação geoestacionário construído pela Space Systems/Loral, ele está localizado na posição orbital de 113 graus de longitude oeste e foi operado inicialmente pela Satmex e é atualmente operado pela Eutelsat. O satélite foi baseado na plataforma LS-1300X e sua vida útil estimada é de 15 anos.

## Objetivo
Com este satélite é possível ter acesso de serviço regular ou ocasional com uma confiabilidade de 99,8%, maior do que a estimada para a fibra ótica, para suportar uma série de aplicações, no caso do México incluem:
1. Conexão à Internet.
2. Telefonia rural e de longa distância.
3. Televisão e rádio.
4. Educação à distância.
5. Redes empresariais e de videoconferência. Por exemplo, em caixas eletrônicos ou redes corporativas.
6. Telemedicina, programa de saúde produzidos pelo ISSSTE.
7. No caso dos satélites controlados pela Satmex, as operações de rastreamento, telemetria e comando são realizados a partir do Centro de Controle de Iztapalapa, no México, e para o controle alternativo de Hermosillo, Sonora.

## História
O satélite foi levado à sua posição geoestacionária de 113 graus de longitude oeste, desocupada pelo satélite Solidaridad II, que foi transferida para a posição orbital de 114.9 graus de longitude oeste. Ele é usado para fornecer serviços de comunicações para as Américas, Havaí e o Caribe.
O custo deste satélite foi de 235 milhões de dólares. Ele tem 50% a mais de energia do que o Satmex 5 e também maior largura de banda. A eletricidade gerada pelos painéis solares é de cerca de 12 mil watts.
O satélite Satmex 6 foi adquirido pela Eutelsat em sua fusão com a Satmex em 2014, e renomeado em maio do mesmo ano para Eutelsat 113 West A.

## Lançamento
O satélite foi lançado com sucesso ao espaço no dia 27 de maio de 2006, às 21:09 UTC, por meio de um veículo Ariane 5 ECA a partir da plataforma ELA-3 do Centro Espacial de Kourou, na Guiana Francesa, juntamente com o satélite Thaicom 5. A empresa contratada para o lançamento espacial foi a Arianespace. Ele tinha uma massa de lançamento de 5.456 kg.

## Cobertura e cobertura
O Eutelsat 113 West A é equipado com 36 transponders em banda C e 24 em banda Ku para fornecer serviços de voz, dados e vídeo ao México, América do Sul e do território continental dos Estados Unidos.